# Eurysthaea rufiventris
Eurysthaea rufiventris är en tvåvingeart som först beskrevs av Charles Howard Curran 1927.  Eurysthaea rufiventris ingår i släktet Eurysthaea och familjen parasitflugor.
Artens utbredningsområde är Kongo. Inga underarter finns listade i Catalogue of Life.